# Donji Vratari
Donji Vratari (cyr. Доњи Вратари) – wieś w Serbii, w okręgu rasińskim, w gminie Aleksandrovac. W 2011 roku liczyła 253 mieszkańców.